# مجلة فلسطين الشباب
مجلة فلسطين الشباب هي مجلة فلسطينية تأسّست عام 2007 ورئيس تحرير هو الشاعر طارق حمدان. وهدف المجلة هو إظهار الإبداعات الفلسطينية الجديدة في الداخل الفلسطيني وفي الشتات الفلسطيني. والمجلة لا تقتصر على النصوص الأدبية، رغم وجودها، فهي تتيح الفرصة لنشر التجارب الشبابية بالإضافة إلى المقالات النقدية. كما وأن صفحاتها تضم مجموعة من الصور الفوتوغرافية والاعمال الفنية المتنوعة. وقد تحولت المجلة في سنوات إلى مشروع ثقافي عبر تبنيها عدد من النشاطات الثقافية والفنية مثل تأليف هيئة استشارية للمجلة تكوّنت من شباب يعملون وينشطون في مجالات ثقافية وفنّية مختلفة داخل فلسطين المحتلة والشتات؛ وعكّا، ورام الله، وبيت لحم، وغزة، ولبنان، والنرويج وعمان. وقد أسست برنامج إذاعي أسبوعي اسمه «فلسطين الشباب».
وقد أطلقت «فلسطين الشباب» ملتقى ثقافي تحت اسم «لوز أخضر: ملتقى أدب الشباب» بالتعاون مع «مركز خليل السكاكيني الثقافي» في رام الله.